# St. Ansgar (Schneverdingen)

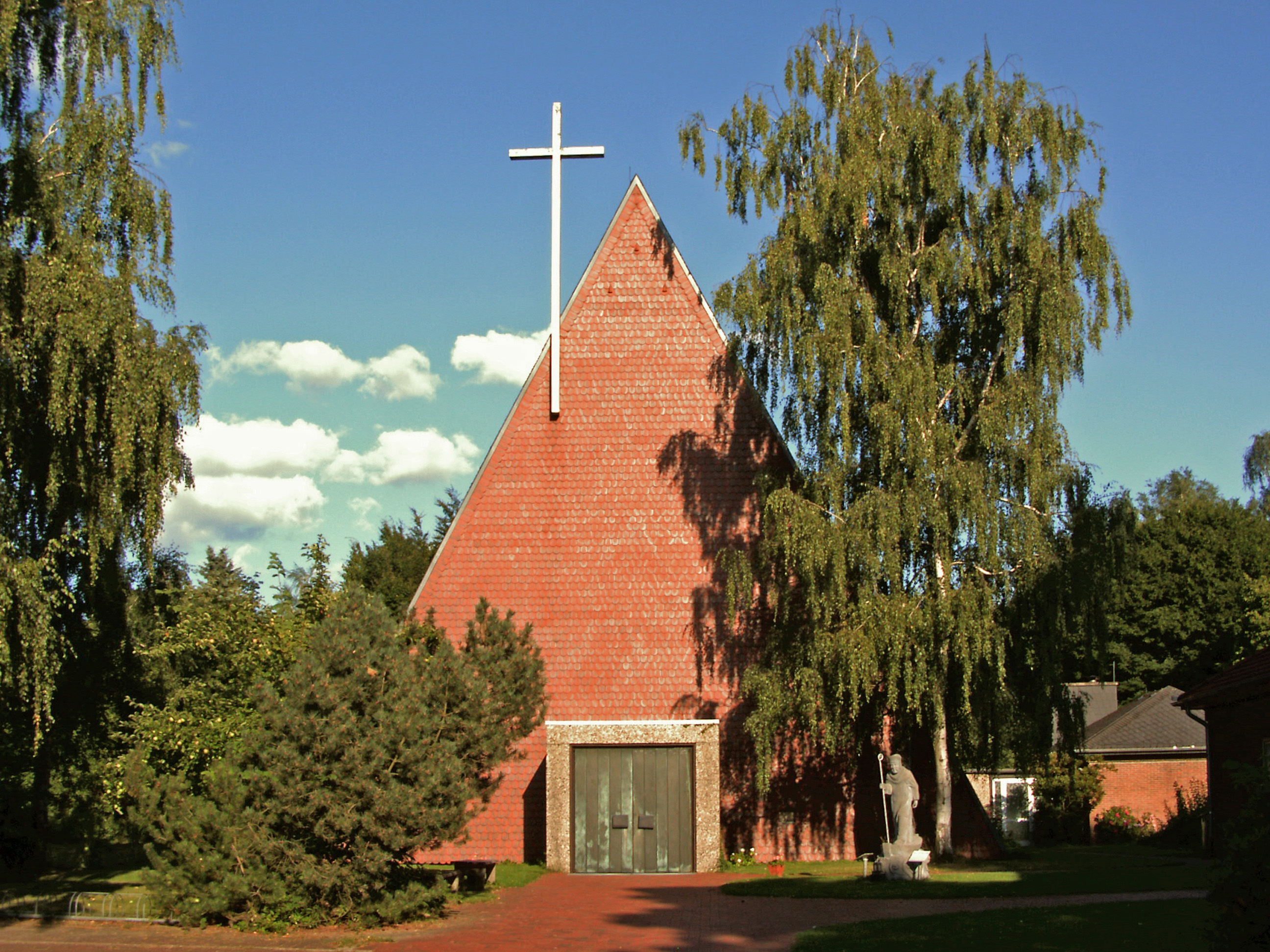
St.-Ansgar-Kirche

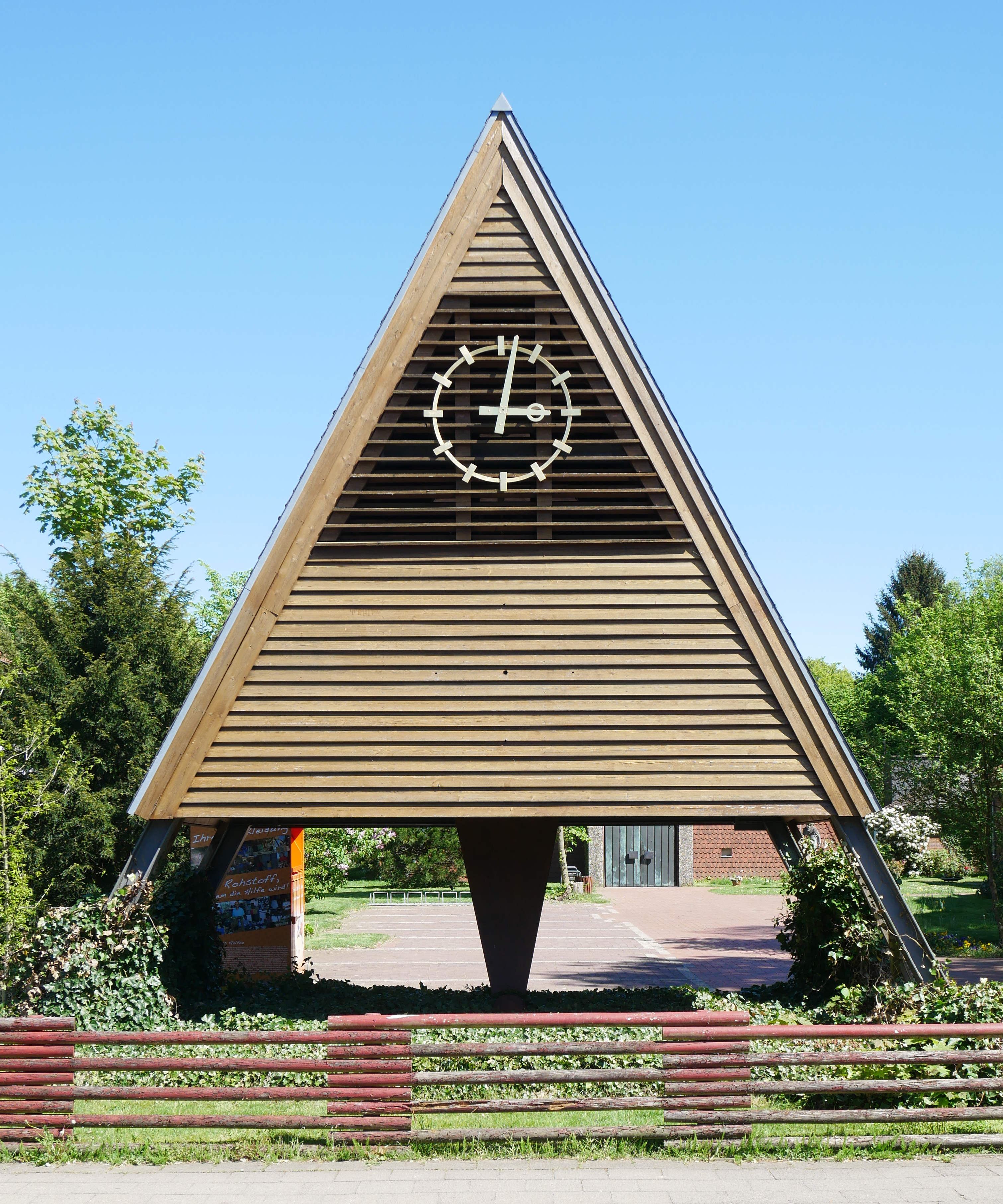
Glockenturm

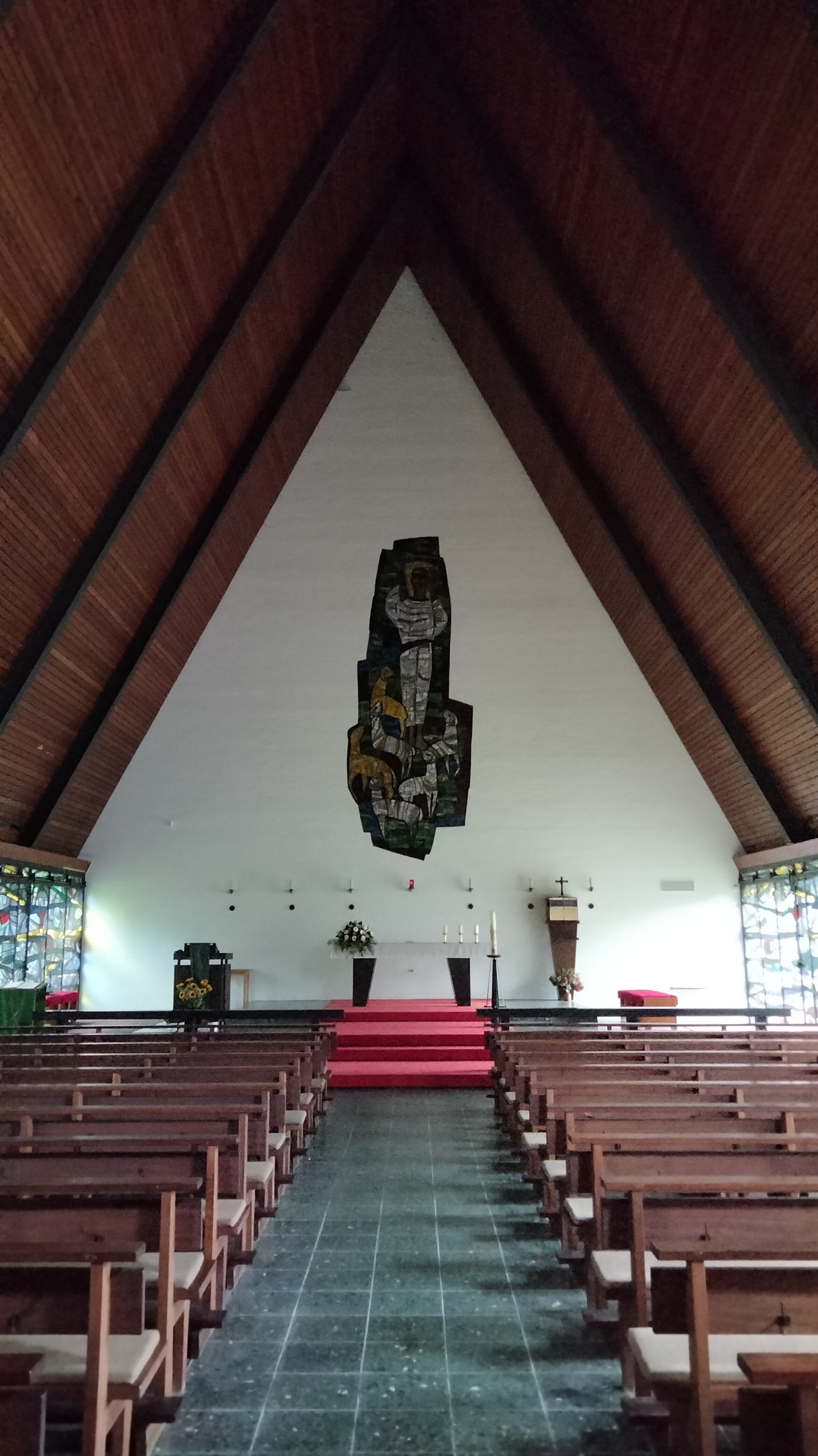
Kircheninneres 2024

St. Ansgar ist die katholische Kirche in Schneverdingen im Landkreis Heidekreis in Niedersachsen. Die Kirche gehört zur Pfarrgemeinde St. Maria vom hl. Rosenkranz mit Sitz in Soltau im Dekanat Celle des Bistums Hildesheim. Die Kirche ist nach dem heiligen Ansgar benannt und befindet sich in der Feldstraße 10.

## Geschichte
Ab 1952 bildete sich eine katholische Gemeinde in Schneverdingen, zunächst fanden ihre Gottesdienste in der evangelischen Kirche statt.
Auf einem von der Kirche angekauften Grundstück, auf dem sich schon eine Villa befand, wurde am 29. September 1962 der Grundstein für die St.-Ansgar-Kirche gelegt. Am 3. August 1963 erfolgte die Konsekration der Kirche durch Bischof Heinrich Maria Janssen, und am 1. Januar 1964 folgte die Einrichtung der Kirchengemeinde Schneverdingen. Zuvor gehörte Schneverdingen zur Pfarrei in Soltau.
Am 1. November 2006 wurde St. Ansgar wieder der Soltauer Pfarrgemeinde St. Maria vom hl. Rosenkranz angeschlossen, zum Einzugsgebiet von St. Ansgar gehörten zu diesem Zeitpunkt etwa 1500 Katholiken.

## Architektur und Ausstattung
Die Kirche wurde nach Plänen des Architekten Philipp aus Braunschweig erbaut, ihre Form wurde einem Heideschafstall nachempfunden. Das Glasmosaik an der Wand hinter dem Altar zeigt Jesus Christus als Guten Hirten.